# غولييلمو بيبي
غولييلمو بيبي (بالفرنسية: Guglielmo Pepe)‏ (13 فبراير/ شباط 1783 - 8 أغسطس/ آب 1855) جنرال إيطالي وطني. شقيق فلوريستانو بيبي و ابن عم غابرييل بيبي. تزوج من ماريان كوفنتري و هي من اسكتلندا. خدم في جيش نابولي تحت إمرة جوزيف بونابرت و يواكيم مورات و خاض الحرب النابولية.

## روابط خارجية
- غولييلمو بيبي على موقع الموسوعة البريطانية (الإنجليزية)